# Posebni teritoriji držav članic EU in njihova povezava z EU
Posebni teritoriji Evropske unije obsegajo 22 odvisnih ozemelj držav članic EU, ki imajo iz zgodovinskih, geografskih ali političnih razlogov poseben status znotraj ali zunaj Evropske unije .
Posebna ozemlja se delijo v tri kategorije: 9 zunanjih regij ( OMR - Outermost Regions ), so del Evropske unije, čeprav imajo odstopanja od nekaterih zakonov EU zaradi svoje geografske oddaljenosti od celinske Evrope, 13 čezmorskih držav in ozemelj ( OCT - Overseas Countries and Territories ), niso del Evropske unije, čeprav sodelujejo z EU prek Združenja čezmorskih držav in ozemelj ter 10 posebnih primerov, ki so del Evropske unije (z izjemo Ferskih otokov ), kjer zakonodaja EU izvaja ad hoc določbe.
Zunanje regije so bile priznane ob podpisu maastrichtske pogodbe leta 1992  in potrjene z lizbonsko pogodbo leta 2007. Pogodba o delovanju Evropske unije navaja, da se v oddaljenih regijah avtomatično uporablja tako primarno kot sekundarno pravo Evropske unije z možnimi odstopanji zaradi posebnosti teh ozemelj. Čezmorske države in ozemlja priznava člen 198 Pogodbe o delovanju Evropske unije, ki jim omogoča, da se odločijo za določbe EU o prostem gibanju delavcev in svobodi ustanavljanja ter jih vabi, da se pridružijo Združenju čezmorski držav in ozemelj (OCTA - Overseas Countries and Territories Association), z namenom izboljšali sodelovanje z Evropsko unijo. Status dveh nenaseljenih ozemelj Clippertona in razpršenih otokov v Indijskem oceanu ostaja nejasen saj v primarni zakonodaji EU nista izrecno omenjena in imata statusa sui generis na nacionalni ravni. 
Posebna ozemlja skupaj zajemajo približno 6,1 milijona prebivalcev in površino okoli 2.733.792 kvadratnih kilometrov. Približno 80 odstotkov tega območja predstavlja Grenlandija, medtem ko največja regija po številu prebivalcev, Kanarski otoki, predstavlja več kot tretjino celotnega prebivalstva posebnih ozemelj. Najmanjši po površini je otok Saba na Karibih (13 km 2
). Francoske južne in antarktične dežele so edino posebno ozemlje brez stalnega prebivalstva.

## Zunanje regije
Zunanje regije (OMR - Outermost regions) so ozemlja, ki so del države članice Evropske unije vendar so precej oddaljena od celinske Evrope. Zaradi takšnih razmer imajo odstopanja od nekaterih politik EU čeprav so del Evropske unije.
V skladu s Pogodbo o delovanju Evropske unije se na teh ozemljih samodejno uporablja tako primarna kot sekundarna zakonodaja Evropske unije z možnimi odstopanji. S tem se upošteva njihov "strukturni socialni in gospodarski položaj (...), ki je omejen zaradi njihove odmaknjenosti, izoliranosti, majhnosti, težavne geografije in podnebja, gospodarske odvisnosti od nekaterih izdelkov, katerih trajnost in kombinacija močno ovirajo njihov razvoj. "  Vsa ozemlja so del carinskega območja Evropske unije, nekatera ozemlja niso del schengenskega območja in območja davka na dodano vrednost Evropske unije .
Ob podpisu maastrichtske pogodbe leta 1992 je bilo priznanih sedem zunanjih regij. Lizbonska pogodba je leta 2007 vključila dve dodatni ozemlji ( Saint Barthélemy in Saint Martin ). Saint Barthélemy je s 1. januarjem 2012 spremenil svoj status iz OMR v OCT. Mayotte, ki je bil OCT se je s 1. januarja 2014 EU pridružila kot OMR.
Zunanje regije Evropske unije so: 
| Zastava | Grb          | Ime               | Lokacija              | Območje                   | Prebivalstvo                                 | Glavno mesto                               | Največje naselje | Uradni jezik  | Država      |
| ------- | ------------ | ----------------- | --------------------- | ------------------------- | -------------------------------------------- | ------------------------------------------ | ---------------- | ------------- | ----------- |
|         |              | Azori             | Severni Atlantik      | 2.333 km2 (901 sq mi)     | 245.746                                      | Angra do Heroísmo , Horta in Ponta Delgada | Ponta Delgada    | Portugalščina | Portugalska |
|         |              | Madeira           | Severni Atlantik      | 801 km2 (309 sq mi)       | 289.000                                      | Funchal                                    | Funchal          | Portugalščina | Portugalska |
|         |              | Kanarski otoki    | Severni Atlantik      | 7.493 km2 (2.893 sq mi)   | 2,101,924                                    | Santa Cruz de Tenerife in Las Palmas       | Las Palmas       | Španski       | Španija     |
|         |              | Francoska Gvajana | Južna Amerika         | 83.534 km2 (32.253 sq mi) | 281.612                                      | Cayenne                                    | Cayenne          | Francosko     | Francija    |
|         | Guadeloupe   | Karibi            | 1.628 km2 (629 sq mi) | 402.119                   | Basse-Terre                                  | Les Abymes                                 | Francosko        |               | Francija    |
|         | Martinik     | Karibi            | 1.128 km2 (436 sq mi) | 385.551                   | Fort-de-France                               | Fort-de-France                             | Francosko        |               | Francija    |
|         | Mayotte      | Indijski ocean    | 374 km2 (144 sq mi)   | 256.518                   | Dzaoudzi ( de jure ), Mamoudzou ( dejansko ) | Mamoudzou                                  | Francosko        |               | Francija    |
|         | La Réunion   | Indijski ocean    | 2.511 km2 (970 sq mi) | 865,826                   | Saint-Denis                                  | Saint-Denis                                | Francosko        |               | Francija    |
|         | Sveti Martin | Karibi            | 53 km2 (20 sq mi)     | 36.286                    | Marigot                                      | Marigot                                    | Francosko        |               | Francija    |
|         |              | Skupaj            |                       | 99.855 km2 (38.554 sq mi) | 4.864.582                                    |                                            |                  |               |             |

### Portugalske avtonomne regije
Azori in Madeira sta skupini portugalskih otokov v Atlantiku. Azori in Madeira sta sestavna dela Portugalske republike vendar imata oba regiji poseben avtonomnih status z veliko stopnjo samouprave. Nekatera odstopanja od uporabe zakonodaje EU veljajo v zvezi z obdavčenjem, ribolovom in prevozom  . Njihov DDV je nižji od preostale Portugalske vendar kljub temu niso zunaj območja davka na dodano vrednost EU .

### Kanarski otoki
Kanarski otoki so špansko otočje ob afriški obali, ki tvori eno od 17 avtonomnih skupnosti Španije - glavne upravne delitve države na prvi ravni. So zunaj območja davka na dodano vrednost EU. Kanarski otoki so najbolj naseljeno in gospodarsko najmočnejše ozemlje vseh zunanjih regij Evropske unije. Urad za podporo in informacije za zunanje regije je na tem otočju v mestu Las Palmas na otoku Gran Canaria.

### Francoske čezmorske regije
Francoska Gvajana, Guadeloupe, Martinik, Mayotte in Reunion je pet francoskih čezmorskih regij (ki so tudi čezmorski departmaji), ki se po francoski zakonodaji večinoma obravnavajo kot sestavni deli francoske republike. Euro je zakonito plačilno sredstvo,  vendar so zunaj schengenskega območja in območja davka na dodano vrednost EU.
Mayotte je najmlajša od petih čezmorskih departmajev, ki je 1. januarja 2014 postala zunanja regija in s tem del EU.

### Skupnost Svetega Martina
Sv. Martin je edina francoska prekomorska skupnost s statusom zunanje regije EU. Tako kot pri vseh francoskih čezmorskih departmajih je tudi v Sv. Martinu evro zakonito plačilno sredstvo in je zunaj schengenskega območja in območja davka na dodano vrednost EU.
22. februarja 2007 sta se Sv. Martin in Sv. Barthélemy ločila od francoskega čezmorskega departmaja Guadeloupe in tako oblikovala novo prekomorsko skupnost. Posledično njihov status v EU nekaj časa ni bil jasen. Medtem ko je poročilo francoskega parlamenta navajalo, da so otoki znotraj EU kot zunanje regije,   jih je Evropska komisija v svojih dokumentih uvrstila kot zunaj evropske skupnosti. Pravni status otokov je bil pojasnjen z začetkom veljavnosti Lizbonske pogodbe, ki jih je uvrstila na seznam zunanjih regij. Sv. Barthélemy je s 1. januarjem 2012 zapustil EU in postal čezmorsko ozemlje.

## Čezmorske države in ozemlja
Prekomorske države in ozemlja (OCT - Overseas Countries and Territories) so odvisna ozemlja, ki imajo poseben odnos z eno od držav članic EU. Njihov status je opisan v Pogodbi o delovanju Evropske unije in niso del EU ali enotnega evropskega trga. Združenje čezmorskih držav in ozemelj je bilo ustanovljeno z namenom izboljšanja gospodarskega razvoja in sodelovanja med OCT in EU  in vključuje večino OCT razen treh ozemelj, ki nimajo stalnega prebivalstva.
Pogodba EU je OCT izrecno povabila, da se pridružijo združenju EU-OCT (OCTA). Navedeni so bili v členu 198 Pogodbe o delovanju Evropske unije, ki jim je poleg povabila, naj se pridružijo OCTA, omogočil tudi možnost, da se odločijo za določbe EU o prostem gibanju delavcev  in svobodi ustanavljanja. Vendar je svoboda ustanavljanja omejena s členom 203 TFEU in ustreznim sklepom Sveta o OCT. Njegov člen 51 (1) (a) določa le, da "Unija fizičnim in pravnim osebam OCT zagotavlja obravnavo, ki ni manj ugodna od najugodnejše obravnave, ki velja za podobne fizične in pravne osebe katere koli tretje države s katerimi Unija sklene ali je sklenil sporazum o gospodarskem povezovanju. " Ponovno je to lahko v skladu s členom 51 (2) (b), omejeno. Obveznosti iz prvega odstavka tega člena se ne uporabljajo za zdravljenje, odobreno v okviru ukrepov, ki predvidevajo priznavanje kvalifikacij, dovoljenj ali bonitetnih ukrepov v skladu s členom VII Splošnega sporazuma o trgovini s storitvami (GATS) ali priloge GATS o finančnih storitvah.
Za OCT ne veljajo skupne zunanje carinske tarife EU  vendar lahko na blago uvoženo iz EU zahtevajo carino na nediskriminatorni osnovi. Niso del EU in pravni red EU zanje ne velja čeprav morajo države, ki se pridružijo OCTA, spoštovati podrobna pravila in postopke opisane v tem pridružitvenem sporazumu (Sklep Sveta 2013/755 / EU). Člani OCTA lahko upravičeno zaprosijo za finančno podporo EU.
Ko je bila marca 1957 podpisana Rimska pogodba, je obstajalo skupno 15 OCT: Francoska Zahodna Afrika, Francoska ekvatorialna Afrika, Saint Pierre in Miquelon, Otočje Komorov, Francoski Madagaskar, Francoska Somalija, Nova Kaledonija, Francoska Polinezija, Francoske južne in antarktične dežele, Francoski Togoland, Francoski Kamerun, Belgijski Kongo, Ruanda-Urundi, Skrbniško ozemlje Somalije, Nizozemska Nova Gvineja . Od takrat je bil seznam večkrat revidiran in je leta 2007, kot ugotavlja Lizbonska pogodba, vseboval 25 OCT. Eno od francoskih ozemelj je pozneje status OMR spremenilo v OCT (Sv. Barthélemy), drugo francosko ozemlje pa iz OCT na OMR (Mayotte). Od julija 2014 je še vedno 13 OCT (šest francoskih, šest ninozemskih in eno dansko)  od katerih so se vsi pridružili OCTA.
13 čezmorskih držav in ozemelj Evropske unije je: 
| Zastava | Grb    | Ime                                    | Lokacija                        | Površina                      | Populacija | Glavno mesto | Največje naselje         | Uradni jezik                         | Država     |
| ------- | ------ | -------------------------------------- | ------------------------------- | ----------------------------- | ---------- | ------------ | ------------------------ | ------------------------------------ | ---------- |
|         |        | Grenlandija                            | Severni Atlantik in Arktika     | 2.166.086 km2 (836.330 sq mi) | 56.483     | Nuuk         | Nuuk                     | Grenlandščina                        | Danska     |
|         |        | Curaçao                                | Karibi                          | 444 km2 (171 sq mi)           | 160.337    | Willemstad   | Willemstad               | Nizozemščina, Papiamento, Angleščina | Nizozemska |
|         |        | Aruba                                  | Karibi                          | 179 km2 (69 sq mi)            | 104.822    | Oranjestad   | Oranjestad               | Nizozemščina, Papiamento             | Nizozemska |
|         |        | Sint Maarten                           | Karibi                          | 37 km2 (14 sq mi)             | 33.609     | Philipsburg  | Lower Prince's Quarter   | Nizozemščina, Angleščina             | Nizozemska |
|         |        | Bonaire                                | Karibi                          | 294 km2 (114 sq mi)           | 18.905     | Kralendijk   | Kralendijk               | Nizozemščina                         | Nizozemska |
|         |        | Sint Eustatius                         | Karibi                          | 21 km2 (8 sq mi)              | 3.193      | Oranjestad   | Oranjestad               | Nizozemščina                         | Nizozemska |
|         |        | Saba                                   | Karibi                          | 13 km2 (5 sq mi)              | 1.991      | The Bottom   | The Bottom               | Nizozemščina                         | Nizozemska |
|         |        | Francoska Polinezija                   | Tihi ocean                      | 4.167 km2 (1.609 sq mi)       | 275.918    | Pape'ete     | Fa'a'ā                   | Francoščina                          | Francija   |
|         |        | Nova Kaledonija                        | Tihi ocean                      | 18.576 km2 (7.172 sq mi)      | 268.767    | Nouméa       | Nouméa                   | Francoščina                          | Francija   |
|         |        | otoki Wallis in Futuna                 | Tihi ocean                      | 142 km2 (55 sq mi)            | 11.899     | Mata-Utu     | Mata-Utu                 | Francoščina                          | Francija   |
|         |        | Saint Barthélemy                       | Karibi                          | 25 km2 (10 sq mi)             | 9.279      | Gustavia     | Gustavia                 | Francoščina                          | Francija   |
|         |        | Sveta Peter in Mihael                  | Severni Atlantik                | 242 km2 (93 sq mi)            | 6.080      | Saint-Pierre | Saint-Pierre             | Francoščina                          | Francija   |
|         |        | Francoska južna in antarktična ozemlja | Indijski ocean in Antarktika    | 439.781 km2 (169.800 sq mi)   | 0          | Saint-Pierre | Port-aux-Français (base) | Francoščina                          | Francija   |
|         | Skupaj |                                        | 2.630.007 km2 (1.015.451 sq mi) | 945.893                       |            |              |                          |                                      |            |

### Združenje čezmorskih držav in ozemelj
Združenje čezmorskih držav in ozemelj (OCTA) je organizacija ustanovljena 17. novembra 2000 s sedežem v Bruslju. Od februarja 2020 naprej so vse OCT pridružene OCTA. Namen združenja je izboljšati gospodarski razvoj v čezmorskih državah in ozemljih ter sodelovanje z Evropsko unijo. 25. junija 2008 je bila v Bruslju podpisana pogodba o sodelovanju med EU in OCTA. Sedanji predsednik združenja je premier Curaçaa Eugene Rhuggenaath.

### Francoska čezmorska ozemlja
Francoske južne in antarktične dežele (vključujejo tudi francoske otoke v Indijskem oceanu in francosko ozemlje Dežela Adélie na Antarktiki ) so francoska čezmorska ozemlja vendar nimajo stalnega prebivalstva. V Franciji imajo status sui generis (poseben status).
Saint Pierre in Miquelon, Sveti Barthélemy, Francoska Polinezija ter Wallis in Futuna so čezmorske skupnosti (prej imenovana čezmorska ozemlja) Francije, Nova Kaledonija pa je "skupnost sui generis". Sv. Barthélemy  ter Saint-Pierre in Miquelon uporabljajo evro,  medtem ko Nova Kaledonija, Francoska Polinezija ter Wallis in Futuna uporabljajo frank CFP, valuto, ki je vezana na evro in za katero jamči Francija. Domačini v teh skupnostih so zaradi francoskega državljanstva evropski državljani. V skupnostih potekajo volitve v  Evropski parlament.
22. februarja 2007 sta se Sv. Barthélemy in Saint Martin ločila od francoskega čezmorskega departmaja Guadeloupe in tako oblikovala novo čezmorsko skupnost. Posledično njihov status v EU nekaj časa ni bil jasen. Medtem ko je poročilo francoskega parlamenta navajalo, da so otoki znotraj EU kot zunanje regije,  jih je Evropska komisija v dokumentih uvrstila kot da so zunaj Evropske skupnosti. Pravni status otokov je bil pojasnjen z začetkom veljavnosti Lizbonske pogodbe, ki jih je uvrstila med zunanje regije. Vendar Sv. Barthélemy ni prenehal biti zunanja regija in je 1. januarja 2012 zapustil EU in postal OCT. Sprememba je bila narejena za olajšanje trgovine z državami zunaj EU, zlasti z ZDA, . Omogočila pa jo je določba Lizbonske pogodbe, ki Evropskemu svetu omogoča, da spremeni danski, nizozemski ali francoski status EU ozemlje na pobudo zadevne države članice.

### Nizozemska čezmorska ozemlja
Vseh šest nizozemskih ozemelj ima status OCT. Kot taki jim koristi saj imajo lahko lastno izvozno in uvozno politiko v EU in iz nje, hkrati pa imajo še vedno dostop do različnih skladov EU (kot je npr. Evropski razvojni sklad). Prebivalci otokov so državljani EU zaradi nizozemskega državljanstva in se lahko udeležijo volitev v Evropski parlament. Sprva niso imeli volilne pravice za Evropski parlament, vendar jim jo je Evropsko sodišče podelilo ko je presodilo, da je njihova izključitev v nasprotju z zakonodajo EU saj so vsi drugi nizozemski državljani, ki prebivajo zunaj EU imeli to pravico. Noben od otokov ne uporablja eura kot svoje valute. Ameriški dolar se uporablja na Bonaireju, Sint Eustatiusu in Sabi, medtem ko Curaçao in Sint Maarten uporabljata lastno skupno valuto antilski gldan na Arubi pa arubanski florin . 
Aruba, Curaçao in Sint Maarten so po nizozemski zakonodaji ''države'', ki imajo precejšnjo notranjo avtonomijo. Junija 2008 je nizozemska vlada objavila poročilo o predvidenem učinku na otoke, če bi se ti pridružili EU kot zunanje regije.  Ugotovljeno je bilo, da bodo morali otoki sami pretehtati slabosti in prednosti tega dejanja ter da se to nikakor ne bo zahtevalo od otokov.
Bonaire, Sint Eustatius in Saba (skupaj imenovani Nizozemski Karibi ) so "posebno občine" na Nizozemskem. Trenutno imajo status OCT z možnostjo, da postanejo del EU kot novi OMR (zunanje ozemlje). Njihov status je leta 2015 pregledal nizozemski parlament  kot del načrtovanega pregleda Nizozemska zakonodaje (WOLBES in FINBES) o kakovosti njihovih nedavno uvedenih organov javne uprave. Oktobra 2015 je bilo pri pregledu ugotovljeno, da sedanje pravne strukture za upravljanje in integracijo z evropsko Nizozemsko v okviru WolBES ne delujejo dobro. Kljub temu niso bila dana nobena priporočila glede tega ali bi sprememba statusa iz OCT v OMR prispevala k izboljšanju tega stanja.   
Otoki so podedovali status OCT od Nizozemskih Antilov, ki so bili razpuščeni leta 2010. Nizozemski Antili so bili sprva izključeni iz vsakršnega pridruževanja evropski ekonomski skupnosti (EEC - European Economic Community) zaradi protokola priloženega k Rimski pogodbi, ki je Nizozemski dovoljeval ratifikacijo v imenu Nizozemske samo v Evropi in na Nizozemski Novi Gvineji. Po začetku veljavnosti konvencije o pridružitvi Nizozemskih Antilov k evropski gospodarski skupnosti 1. oktobra 1964 pa so Nizozemski Antili postali OCT.

### Grenlandija
Grenlandija se je Evropski skupnosti pridružila leta 1973 skupaj z Dansko a je po pridobitvi avtonomije znotraj Kraljevine Danske leta 1982 iz skupnosti izstopila ter leta 1985 postala članica OCT. Glavni razlog za odhod so bila nesoglasja glede skupne ribiške politike (CPF - Common Fisheries Policy) in ponovna vzpostavitev nadzora nad grenlandskimi ribolovnimi viri. Državljani Grenlandije (državljani OCT) so kljub temu državljani EU zaradi grenlandskih odnosov z EU ter pogodbe pogodb EU in tudi zaradi danskega državljanstva. 
Odnosi med EU in Grenlandijo so partnerski in se dopolnjujejo z OCT v skladu s "Sklepom Sveta 2013/755 / EU"; na podlagi „Sklepa Sveta 2014/137 z dne 14. marca 2014“ (ki opisuje odnose)  in sporazuma o partnerstvu v ribiškem sektorju z dne 30. julija 2006 

## Posebni primeri
Zunanje regije ter čezmorske države in ozemlja spadajo v strukturirane kategorije za katere veljajo skupni mehanizmi, te pa ne veljajo za posebna ozemlja. Deset ozemelj držav članic ima v odnosih z EU ad hoc dogovore. V teh posebnih primerih pravila o davku na dodano vrednost ne veljajo ozemlja so lahko tudi izvzeta iz carinskih ali trošarinskih pravil. 
| Ime                                                 | Površina                  | Populacija | Država           | Uradni jezik       | Del EU | Carinska unija | DDV pravila | Pravila o trošarinah |
| --------------------------------------------------- | ------------------------- | ---------- | ---------------- | ------------------ | ------ | -------------- | ----------- | -------------------- |
| Melilla                                             | 123 km2 (47 sq mi)        | 86.384     | Španija          | Španščina          | da     | ne             | ne          | ne                   |
| Ceuta                                               | 185 km2 (71 sq mi)        | 85.144     | Španija          | Španščina          | da     | ne             | ne          | ne                   |
| Åland                                               | 1.580 km2 (610 sq mi)     | 56.483     | Finska           | Švedščina          | da     | da             | ne          | ne                   |
| Ferski otoki                                        | 1.399 km2 (540 sq mi)     | 52.337     | Danska           | Ferščina, Danščina | ne     | ne             | ne          | ne                   |
| Razmejitveno območje ZN na Cipru                    | 346 km2 (134 sq mi)       | 8.686      | Cyprus (de jure) | Grščina (de jure)  | da     | da             | ne          | da                   |
| Livigno                                             | 2.273 km2 (878 sq mi)     | 6.721      | Italija          | Italijanščina      | da     | ne             | ne          | ne                   |
| Campione d'Italia in italijanske vode Jezera Lugano | 268 km2 (103 sq mi)       | 1.961      | Italija          | Italijanščina      | da     | da             | ne          | da                   |
| Büsingen am Hochrhein                               | 762 km2 (294 sq mi)       | 1.536      | Nemčija          | Nemščina           | da     | ne             | ne          | ne                   |
| Heligoland                                          | 17 km2 (7 sq mi)          | 1.265      | Nemčija          | Nemščina           | da     | ne             | ne          | ne                   |
| Atoška država                                       | 33.563 km2 (12.959 sq mi) | 1.811      | Grčija           | Grščina (de jure)  | da     | da             | ne          | da                   |
| Skupaj                                              | 3.930 km2 (1.517 sq mi)   | 303.283    |                  |                    |        |                |             |                      |

### Ålandski otoki
Åland je skupina otokov, ki pripadajo Finski, vendar z delno avtonomijo. So med Švedsko in Finsko na njih pa živi švedsko govorečim prebivalstvom. Leta 1995 so se pridružili EU skupaj s Finsko. Otoki so imeli ločen referendum o pridružitvi EU in podobno kot Finska so glasovali za pridružitev.
Na otočju velja zakonodaja EU vključno štirimi temeljnimi svoboščinami. Vendar pa obstajajo nekatera odstopanja zaradi posebnega statusa otokov. Åland je zunaj območja davka na dodano vrednost  ter je izvzet iz skupnih pravil glede prometnih davkov, trošarin in posrednih obdavčitev. Poleg tega pogodba o pristopu za zaščito lokalnega gospodarstva dopušča status hembygdsrätt / kotiseutuoikeus (regionalno državljanstvo). Posledično obstajajo omejitve glede lastništva nepremičnin, pravica do ustanavljanja za poslovne namene in omejitve glede tega, kdo lahko opravlja storitve na Alandskem, za osebe, ki nimajo tega statusa. Status lahko pridobi vsak finski državljan, ki zakonito prebiva na Alandu 5 let in lahko dokaže ustrezno znanje švedskega jezika.

### Büsingen am Hochrhein
Büsingen am Hochrhein je nemška vas eksklava, ki je v celoti obdana s Švico in je kot taka zaradi praktičnih namenov v carinski uniji s Švico, ki pa ni članica EU. Euro je zakonito plačilno sredstvo čeprav je švicarski frank bolj zaželen. Büsingen je izključen iz carinske unije EU in območja davka na dodano vrednost EU. Na splošno tam velja švicarski DDV. Büsingen je bil tudi zunaj schengenskega območja dokler se mu Švica ni pridružila 12. decembra 2008.

### Campione d'Italia in Livigno
Vasica Campione d'Italia je italijanska eksklavna obkrožena s švicarskim kantonom Ticino in jezerom Lugano (ali Ceresio) in je občina v provinci Como, medtem ko je Livigno, majhno in oddaljeno gorsko letoviško mesto in je občina v provinci Sondrio. Obe občini sta del regije Lombardija. Čeprav je Livigno del EU, je izključen iz območja carinske unije in davka na dodano vrednost, davčni status Livigna pa sega v Napoleonove čase. Campione je izključen iz območja davka na dodano vrednost EU. Iz carinskega območja EU je bil izključen do konca 2019.  Trgovine in restavracije sprejemajo plačila v evrih in švicarskih frankih, cene pa so prikazane v obeh valutah.

### Ceuta in Melilla
Ceuta in Melilla sta dve španski mesti na severnoafriški obali. Sta del EU vendar sta izključeni iz skupne kmetijske in ribiške politike. Sta tudi zunaj območja carinske unije in davka na dodano vrednost  Kljub temu blago, ki se izvaža iz EU v Ceuto in Melillo ni carinjeno, določeno blago s poreklom iz Ceute in Melille pa je oproščeno carin.
Čeprav sta del schengenskega območja (veljavni schengenski vizumi), Španija preverja identiteto vseh morskih in letalskih potnikov, ki iz enklav odhajajo na druge konce schengenskega območju.

### Ciper
Ko je Republika Ciper 1. maja 2004 postala del Evropske unije severna tretjina otoka ni bila pod učinkovitim nadzorom svoje vlade zaradi turške zasedbe severnega dela otoka. Varovalni pas Združenih narodov ločuje oba dela otoka. Okoli 3% otoka zasedajo britanske vojaške baze, ki spadajo pod britansko suverenost. To zapleteno situacijo na otoku odražata dva protokola k Pristopni pogodbi iz leta 2003 - številki 3 in 10, znana kot "protokol suverenih baznih območij" oziroma "ciprski protokol".
Pravo EU v celoti velja le za tisti del otoka, ki ga dejansko nadzoruje vlada Republike Ciper. Zakonodaja EU je v severni tretjini otoka ( Turška republika Severni Ciper, katere neodvisnost priznava le Turčija ) začasno ustavljena s členom 1 (1) ciprskega protokola. Če bo otok ponovno združen bo Svet Evropske unije s sklepom razveljavil prekinitev. Štiri mesece po sprejetju takšne odločitve bodo na otoku izvedene nove volitve v Evropski parlament, na katerih bodo izvoljeni ciprski predstavniki s celotnega otoka.
Ciprska zakonodaja o državljanstvu velja za celoten otok in je zato na voljo prebivalcem severnega Cipra in britanskih suverenih baznih območij na enaki podlagi kot tistim rojenim na območju, ki ga nadzoruje Republika Ciper.  Državljani Republike Ciper, ki živijo na Severnem Cipru so državljani EU in so nominalno upravičeni do glasovanja na volitvah v Evropski parlament. Volitve v ta parlament pa niso organizirane na severnem Cipru saj je ta de facto urejena kot ločena država čeprav država, ki jo prizna samo Turčija.

#### Akrotiri in Dhekelia
Združeno kraljestvo ima na Cipru dve suvereni bazni območji in sicer Akrotiri in Dhekelia . Za razliko od drugih britanskih čezmorskih ozemelj njihovi prebivalci (ki so upravičeni do državljanstva britanskih čezmorskih ozemelj ) nikoli niso bili upravičeni do britanskega državljanstva.
Pred pristopom Cipra k EU leta 2004, kljub temu da je bilo Združeno kraljestvo takrat članica EU, zakonodaja EU ni veljala za suverena bazna območja. To stališče je ciprska pristopna pogodba spremenila tako, da se zakonodaja EU, čeprav se načeloma še vedno ne uporablja, uporablja v obsegu potrebnem za izvajanje protokola priloženega tej pogodbi. Ta protokol uporablja pravo EU, ki se nanaša na skupno kmetijsko politiko, carine, posredne obdavčitve, socialno politiko ter pravosodje in notranje zadeve na suverenih baznih območjih. Oblasti suverenih baznih območij so predvidele tudi enostransko uporabo neposredno veljavne zakonodaje EU. Združeno kraljestvo se je v protokolu tudi strinjalo, da bo obdržalo dovolj nadzora nad zunanjimi mejami (tj. Zunaj otoka in severnega Cipra) baznih območij, da bo meja med suverenimi baznimi območji in Republiko Ciper lahko ostala popolnoma odprta in ne bo nadzorovana kot zunanja meja EU. Zato bi suverene bazne površine postale de facto del schengenskega območja. Območja baz so dejansko  že članice evroobmočja zaradi prejšnje uporabe ciprskega funta in sprejetja eura kot zakonitega plačilnega sredstva leta 2008.
Ker zakon o ciprskem državljanstvu velja tudi za Severni Ciper so prebivalci Cipra kot državljani Republike Ciper upravičeni do državljanstva EU. Nekaj manj kot polovica prebivalstva suverenih baznih območij je Ciprčanov preostalo je britansko vojaško osebje, pomožno osebje in njihovi družinski člani. V izjavi priloženi k Pogodbi o ustanovitvi Republike Ciper iz leta 1960, se je britanska vlada zavezala, da ne bo dovolila novega naseljevanja ljudi na suverenih baznih območjih, razen za začasne namene.
Določbe o statusu baz po brexitu so bile določene v protokolu o izstopu Velike Britanije iz EU. .

#### Varovalni pas Združenih narodov
Varnostno območje Združenih narodov med severnim in južnim Ciprom je široko od nekaj metrov v osrednji Nikoziji do nekaj kilometrov na podeželju. Čeprav je območje pod suverenostjo Republike Ciper ga dejansko upravljajo mirovne sile Združenih narodov na Cipru (UNFICYP). Na območju živi 8.686 prebivalcev (oktober 2007) in ena od nalog UNFICYP je vzpostaviti normalno civilno dejavnost v varovanem pasu. Naseljene vasi, ki so v varovalnem pasu po zakonu upravlja Republika Ciper vendar jih dejansko nadzorujejo mirovniki ZN. Člen 2.1 Ciprskega protokola  Evropskemu svetu omogoča, da ta določi v kolikšni meri se določbe zakonodaje EU uporabljajo v varovalnem pasu.

### Ferski otoki
Ferski otoki niso del EU in tudi nikoli niso bili del EU odkar se je Danska leta 1973 pridružila Evropski uniji. Danski državljani, ki prebivajo na otokih se v smislu pogodb ne štejejo za državljane države članice ali posledično za državljane Evropske unije. Vendar pa lahko prebivalci Ferskih otokov postanejo državljani EU s spremembo prebivališča če se te npr. preselijo na Dansko.
Ferski otoki niso del schengenskega območja zato schengenski vizumi tam niso veljavni. So pa otoki del nordijske unije potnih listov zato Schengenski sporazum določa, da potnikom, ki prečkajo otoke in schengensko območje ni treba obravnavati kot, da bi ti prečkali zunanjo mejo unije. To pomeni, da ni formalne kontrole potnih listov ampak preverjanje identitete ob prijavi za potovanje z letalom ali ladjo na otoke. Nordijski državljani na potovanjih po nordijskih deželah ne potrebujejo potnega lista temveč le vozovnico in osebno izkaznico.

### Heligoland
Heligoland je nemško otočje, ki je v Severnem morju 70 km severozahodno od nemške obale. Je del EU, vendar je izključen iz carinske unije in s področja davka na dodano vrednost.

### Gora Atos
Gora Atos je avtonomna regija v Grčiji. Pristopna pogodba Grčije k EU določa, da Gora Atos ohranja svoj stoletni posebni pravni status , ki ga določa 105 člen grške ustave. Je del carinske unije vendar zunaj območja davka na dodano vrednost. Ne glede na to, da je za vstop na polotok potrebno posebno dovoljenje in da je vstop ženskam prepovedan, je del schengenskega območja. Samostan ima določene pravice do nastanitve menihov iz držav zunaj EU. Izjava priložena grški pristopni pogodbi k Schengenskemu sporazumu, navaja, da je treba pri uporabi šengenskih pravil upoštevati "posebni status" Svete gore.

## Eksteritorialna področja
Kanal Saimaa in cesta Värska – Ulitina predstavljata dve različni ureditvi načina prehoda oz. potovanja zaradi sprememb meja v 20. stoletju, kjer so prometne poti in infrastruktura končale na napačni strani meje.

### Saimajski prekop
Finska ima od Rusije zakupljen 19,6 km dolg Saimajski prekop zato ima pravico do eksteritorialnosti. Območje ni del EU in je poseben del Rusije. V skladu s pogodbo, ki sta jo podpisali finska in ruska vlada velja ruska zakonodaja z nekaj izjemami glede pomorskih predpisov in zaposlovanja osebja na kanalih, ki spadajo pod finsko jurisdikcijo. Obstajajo tudi posebna pravila glede plovil, ki potujejo na Finsko preko kanala. Za prehod kanala ruski vizum ni potreben, za prestop meje je potreben le potni list.  Pristojbina za uporabo kanala se plačuje v evrih. Pred 50-letnim podaljšanjem zakupa, ki je začel veljati februarja 2012, je bil otok Maly Vysotsky tudi v najemu in pod nadzorom Finske. Od takrat otok v celoti upravljajo ruske oblasti in ni več del koncesijskega ozemlja.

### Cesta Värska – Ulitina
Pot od Värska do Ulitina v Estoniji, tradicionalno edina cesti do območja Ulitina, gre preko ruskega ozemlja v dolžini enega kilometra. Cesta vodi na območje imenovano Saatse Boot. Cesta nima mejne kontrole in ni povezave z nobeno drugo cesto v Rusiji. Na cesti se ni dovoljeno ustavljati ali hoditi. Območje je del Rusije, vendar je hkrati tudi del schengenskega območja.

## Nekdanja posebna ozemlja
Številne trenutno neodvisne države ali njihovi deli so bili prej ozemlja naslednjih članic EU, ko so se te pridružile EU ali njeni predhodnici Evropski skupnosti za premog in jeklo (ESPJ):
- Belgija (z več ozemlji, od ustanovitve ESPJ do leta 1962)
- Francija (z več ozemlji, od ustanovitve ESPJ)
- Italija (z italijansko Somalijo, od ustanovitve ESPJ do 1960)
- Nizozemska (z več ozemlji, od ustanovitve ESPJ)
- Portugalska (z več ozemlji, od širitve 1986 do 2002)
- Združeno kraljestvo (z več ozemlji, od širitve 1973 )

Večina teh ozemelj se je odcepila pred izvajanjem maastrichtske pogodbe leta 1993 in naslednjih letih. Kar pomeni, da skupno sodelovanje, državljanstvo EU, davek na dodano vrednost EU ali evroobmočje niso obstajali zato so bila ta posebna ozemlja za tiste čase manj pomembna.
Ta ozemlja so bila:
- Kambodža (se je osamosvojila od France leta 1953), ne velja noben dogovor razen ESPJ[86]
- Laos (se je osamosvojil od France leta 1954), ne velja noben dogovor razen ESPJ
- Vietnam (se je osamosvojil od France leta 1954), ne velja noben dogovor razen ESPJ
- Tunizija (se je osamosvojila od France leta 1956), ne velja noben dogovor razen ESPJ
- Maroko (se je osamosvojil od Francije leta 1956), ne velja noben dogovor razen ESPJ
- Gvineja (se je osamosvojila od Francije leta 1958), je imel OCT status
- Kamerun (Francoski del je dobil samostojnost od Francije leta 1960 skupaj z nekaterimi deli ki so bili pod upravo Velike Britanije); je imel OCT status za francoski del
- Togo (se je osamosvojil od Francije leta 1960), je imel OCT status
- Mali (se je osamosvojil od Francije 1960), je imel OCT status
- Senegal (se je osamosvojil od Francije leta 1960), je imel OCT status
- Madagaskar (se je osamosvojil od Francije leta 1960),  je imel OCT status
- DR Kongo (se je osamosvojil od Belgije leta 1960), je imel OCT status
- Somalija (Italian-administered part gained independence from Italy in 1960 along with UK-administered part);  je imel OCT status za italijanski del
- Benin (se je osamosvojil od Francije leta 1960),  je imel OCT status
- Niger (se je osamosvojil od Francije leta 1960),  je imel OCT status
- Burkina Faso (se je osamosvojil od Francije leta 1960),  je imel OCT status
- Slonokoščena obala (se je osamosvojil od Francije leta 1960),  je imel OCT status
- Čad (se je osamosvojil od Francije leta 1960),  je imel OCT status
- Srednjeafriška republika (se je osamosvojil od Francije leta 1960),  je imel OCT status
- Kongo (se je osamosvojil od Francije leta 1960),  je imel OCT status
- Gabon (se je osamosvojil od Francije leta 1960),  je imel OCT status
- Mavretanija (se je osamosvojil od Francije leta 1960),  je imel OCT status
- Burundi (se je osamosvojil od Belgije leta 1962),  je imel OCT status
- Ruanda (se je osamosvojila od Belgije leta 1962), je imel OCT status
- Nizozemska Nova Gvineja (prenesena iz Nizozemske na ZN leta 1962, kasnejo jo je priključila Indonezija),  je imel OCT status
- Surinam (se osamosvojila od Nizozemske leta 1975),  je imel OCT status, EURATOM podatek ni gotov.
- Alžirija (se osamosvojila od Francije leta 1962), je imela podoben status kot OMR
- Bahami (so se osamosvojili od Velike Britanije leta 1973),  so imeli OCT status[87]
- Grenada (se je osamosvojila od Velike Britanije leta 1973),  je imel OCT status
- Komori (so se osamosvojili od Francije leta 1975),  so imeli OCT status
- Sejšeli (so se osamosvojili od Velike Britanije leta 1976), so imeli OCT status
- Francoska Somalija (se je osamosvojila od Francije istočasno kot Djibouti leta 1977),  je imel OCT status
- Salomonovi otoki (so se osamosvojilili od Velike Britanije leta 1976), so imeli OCT status
- Tuvalu (se je osamosvojil od Velike Britanije leta 1978),  je imel OCT status
- Dominika (se je osamosvojila od Velike Britanije leta in 1978),  je imela OCT status
- Sveta Lucija (se je osamosvojila od Velike Britanije leta 1979),  je imela OCT status
- Kiribati (gained independence from the UK in 1979), had OCT status
- Sveti Vincencij in Grenadine (so se osamosvojili od Velike Britanije leta 1979),  so imeli OCT status
- Zimbabve (se je osamosvojil od Velike Britanije leta 1980), ne velja noben sporazum razen ESPJ
- Vanuatu (se je osamosvojil od Velike Britanije in Francije leta 1980),  je imel OCT status
- Belize (se je osamosvojil od Velike Britanije leta 1981),  je imel OCT status
- Antigva in Barbuda (se je osamosvojil od Velike Britanije leta 1981),  je imel OCT status
- Sveti Krištof in Nevis (so se osamosvojili od Velike Britanije leta 1983),  so imel OCT status
- Brunej (se je osamosvojil od Velike Britanije leta 1984), je imel OCT status
- Hong Kong (suverenost se je iz Velike Britanije prenesla na Kitajsko leta 1997), brez posebnih dogovorov, razen ESPJ
- Macao (suverenost prenešena iz Portugalske na Kitajsko leta 1999), sporazum EURATOM, in sporazum ESPJ
- Vzhodni Timor (se je osamosvojil od Indonezije leta 2002, pred tem je bil pod portugalsko upravo), ne velja noben sporazum [i]

V preteklosti so bila v Evropi posebna ozemlja, ki so imela zaradi različnih razlogov drugačen status kot "matična država", zdaj pa so del države članice. Nekatera od teh ozemelj so bila naslednja:
- Avstrijski predela Kleinwalsertal in Jungholz sta prej uživala poseben pravni status. Oba območja imata cestni dostop samo do Nemčije, ne pa tudi Avstrije. Bila sta v carinski in valutni uniji z Nemčijo med njima pa ni bilo mejne kontrole z Nemčijo. Ko je Avstrija leta 1995 vstopila v EU (in njeno carinsko unijo) je carinska unija prenehala delovati. Z začetkom veljavnosti Schengenskega sporazuma za Avstrijo (1997) in uvedbo eura (2002) sta Kleinwalsertal in Jungholz izgubila preostale pravne privilegije. Zdaj se pravno obravnavata na enak način kot preostala Avstrija.
- Saar ( združen z Zahodno Nemčijo 1. januarja 1957) je bil v celoti del skupnosti za premog in jeklo kot evropsko ozemlje pod francosko upravo [88]
- Zahodni Berlin ( združen z Zahodno Nemčijo 3. oktobra 1990) je veljala pogodba v celoti [j]
- Vzhodna Nemčija je bila do leta 1972 na papirju del skupne Nemčije in Evropske skupnosti saj Zahodna Nemčija, države Nata in Evropska skupnost niso priznale Vzhodne Nemčije do leta 1972. Vzhodna Nemčija ni priznala nobenega članstva v evropski skupnosti. Zahodnonemška vlada je trgovino z Vzhodno Nemčijo obravnavala kot mednemško trgovino zato zanjo niso veljale trgovske tarife evropske skupnosti.

Naslednja območja so še vedno posebna ozemlja držav članic, vendar so spremenila svoj status. Za podrobnosti glejte njihove vnose v članku.
- Grenlandija
- Sveti Barthélemy
- Mayotte

## Države, ki niso članice EU in se vključene v enotni trg
Nekatere evropske države so močno povezane z Evropsko unijo prek Evropskega gospodarskega prostora ali podobnih sporazumov. Te države so Islandija, Lihtenštajn, Norveška in Švica, ki so članice Evropskega združenja za prosto trgovino (EFTA). So znotraj enotnega trga (z izjemami) in schengenskega območja vendar zunaj evroobmočja, carinskega območja in območja z evropskim davkom na dodano vrednost. Norveška in Švica imata posebna območja.
- Lihtenštajn

Omejitve prostega pretoka delavcev zaradi uporabe zaščitnih ukrepov v členu 112 Sporazuma EGP (Evropski Gospodarski Prostor).
- Norveška
  - Svalbard

Zunaj schengenskega območja
Zunaj norveškega območja davka na dodano vrednost 
Zunaj enotnega trga
De facto prosto gibanje ljudi zaradi norveškega državljanstva in omogočanje državljanom EGP / Švice prebivanje brez omejitev, čeprav veljajo posebna pravila o delovnih dovoljenjih 
- Švica
  - Samnaun

Zunaj švicarskega območja davka na dodano vrednost 
- Združeno kraljestvo je zapustilo EU in je začasno na enotnem trgu dokler se ne uredijo prihodnji odnosi.
  - Ima več ozemelj zunaj EU.
  - Gibraltar je posebnost saj je bil znotraj EU in delno znotraj enotnega trga.
  - Jersey, Guernsey in otok Man imajo prosto trgovino, vendar niso bili v EU.
  - Suvereno območje Akrotiri in Dhekelia spadata v območje evra in se delno povezuje s Ciprom, ki je država članica EU.
  - Druga področja so bila in ostajajo v celoti zunaj EU.